# Trempabilité
La trempabilité d'un alliage métallique est la profondeur à laquelle un matériau est durci après l'avoir soumis à un processus de traitement thermique. Il s’agit d’une propriété importante pour le soudage car elle est inversement proportionnelle à la soudabilité, c’est-à-dire à la facilité de soudage d’un matériau.

## Transformations lors de la trempe
Lorsqu’une pièce en acier chaude est trempée, la zone en contact avec l’eau se refroidit immédiatement et sa température s’équilibre avec le milieu de trempe. Les profondeurs intérieures du matériau ne refroidissent pas aussi rapidement et, dans les pièces de grande taille, la vitesse de refroidissement peut être suffisamment lente pour permettre à l’austénite de se transformer complètement en une structure autre que la martensite ou la bainite. Cela donne une pièce qui n'a pas la même structure cristalline sur toute sa profondeur avec un noyau plus mou et une « écorce » plus dure. Le noyau le plus mou est une combinaison de ferrite et de cémentite, telle que la perlite.

## Facteurs influençant
La trempabilité des alliages ferreux est fonction de la taille des grains d'austénite et de leur composition chimique (Autres métaux, carbone, etc.). L'importance relative des différents composants de l'alliage est calculée en recherchant la teneur en carbone équivalent du matériau.
Le fluide utilisé pour la trempe du matériau influence la vitesse de refroidissement en raison de sa conductivité thermique et de sa capacité thermique massique. Des fluides tels que la saumure et l'eau refroidissent l'acier beaucoup plus rapidement que l'huile ou l'air. Si le fluide est agité, le refroidissement se produit encore plus rapidement. La géométrie de la pièce influe également sur le taux de refroidissement : sur deux échantillons de volume égal, celui dont la surface est la plus élevée refroidira plus rapidement.

## Détermination
La trempabilité d'un alliage ferreux est mesurée par l'essai Jominy. Une barre de métal ronde de taille standard est transformée en 100% d'austénite par traitement thermique. Elle est ensuite refroidie à une extrémité avec de l'eau à température ambiante. La vitesse de refroidissement sera la plus élevée au niveau de l’eau et diminuera à mesure que la distance de ce point augmente. Après le refroidissement, une surface plane est rectifiée sur l'éprouvette et la trempabilité est déterminée en mesurant la dureté le long du barreau. La dureté est plus élevée au niveau de l'extrémité trempée que l'autre extrémité. Plus la dureté élevée est étendue loin de l'extrémité trempée, plus la trempabilité du matériau est élevée. Cette information est tracée sur un graphique de trempabilité,.
La norme internationale ISO 642 spécifie la méthode de détermination de la trempabilité de l'acier par trempe en bout (essai Jominy), à l'aide d'une éprouvette de 25 mm de diamètre et 100 mm de longueur.

## Histoire
L'essai Jominy a été inventé en 1937 par Walter E. Jominy (1893-1976) et A.L. Boegehold, métallurgistes de la division laboratoires de recherche de General Motors. Pour ses travaux pionniers dans le traitement thermique, Jominy a reçu en 1944 le prix Albert Sauveur de la part de l'American Society for Metals (ASM). Jominy a été président de l'ASM en 1951.